# Pibrac
Pibrac là một xã thuộc tỉnh Haute-Garonne trong vùng Occitanie tây nam Pháp, cự ly 15 km (9,3 mi) về phía tây của Toulouse.
Đây là nơi sinh của Thánh Germaine Cousin.
Lâu đài Pibrac thế kỷ 16 which đã được Bộ Văn hóa Pháp xếp hạng vào danh sách di tích lịch sử.

## Di tích

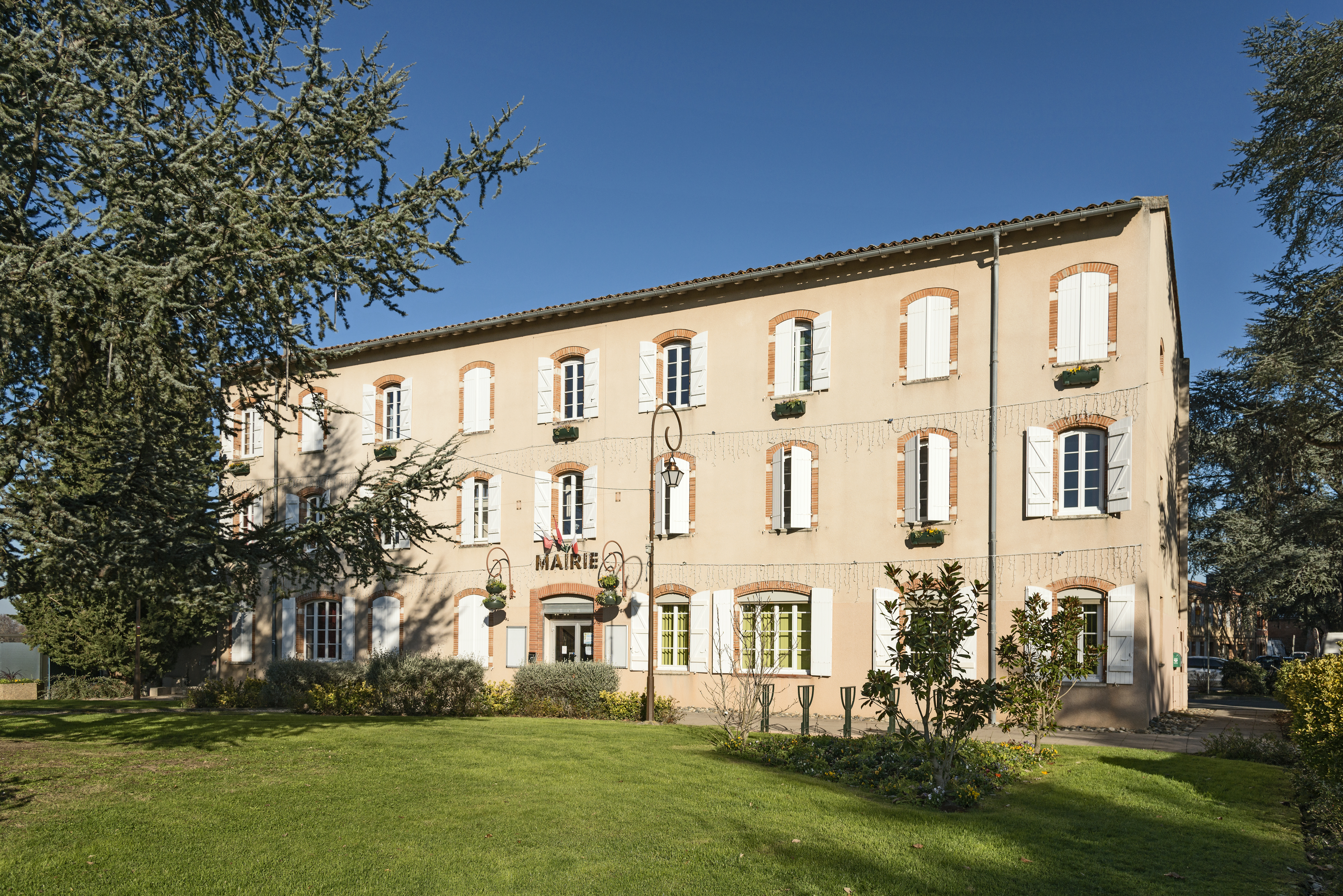
Tòa thị chính.
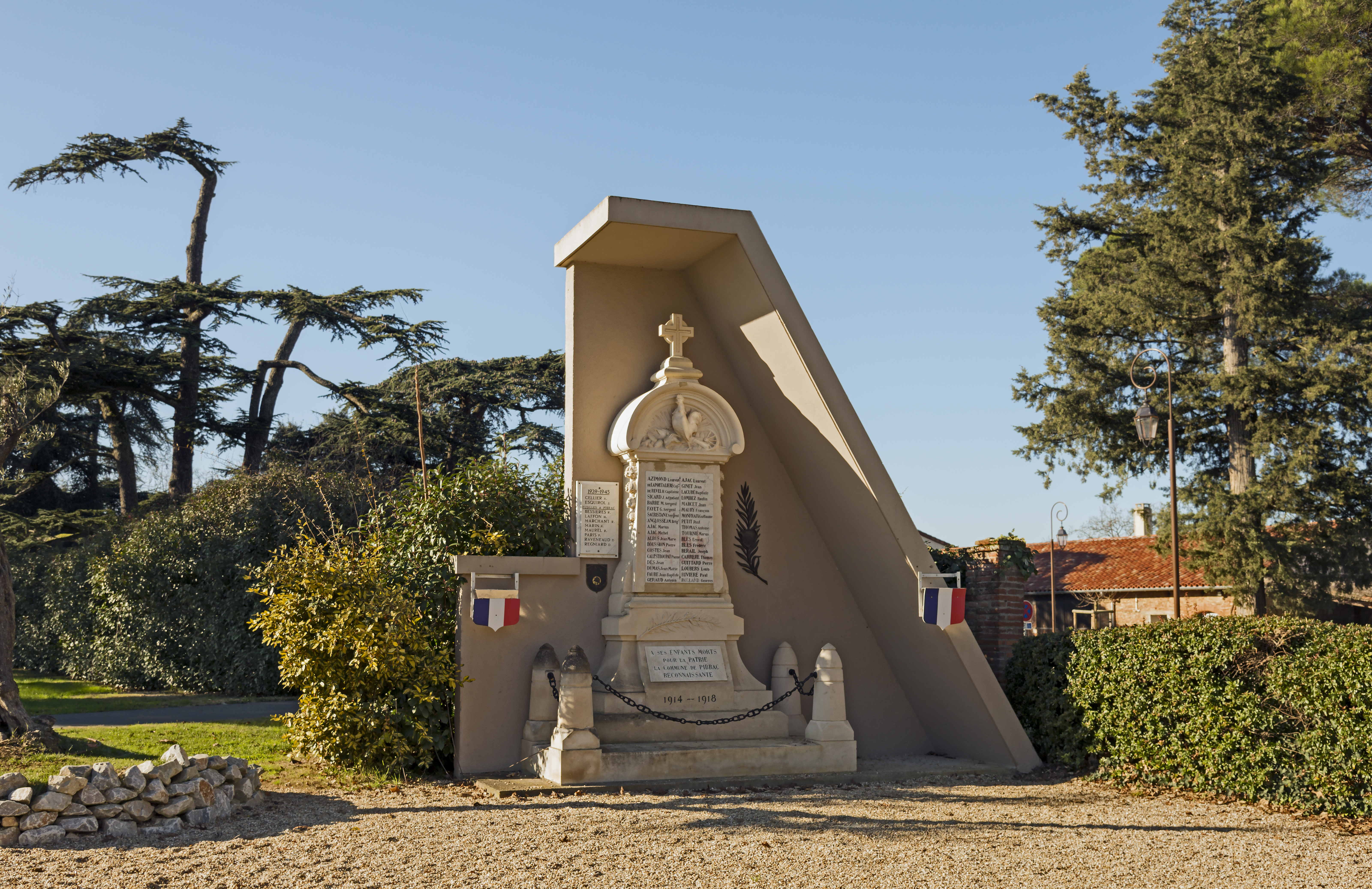
Tưởng niệm chiến tranh.
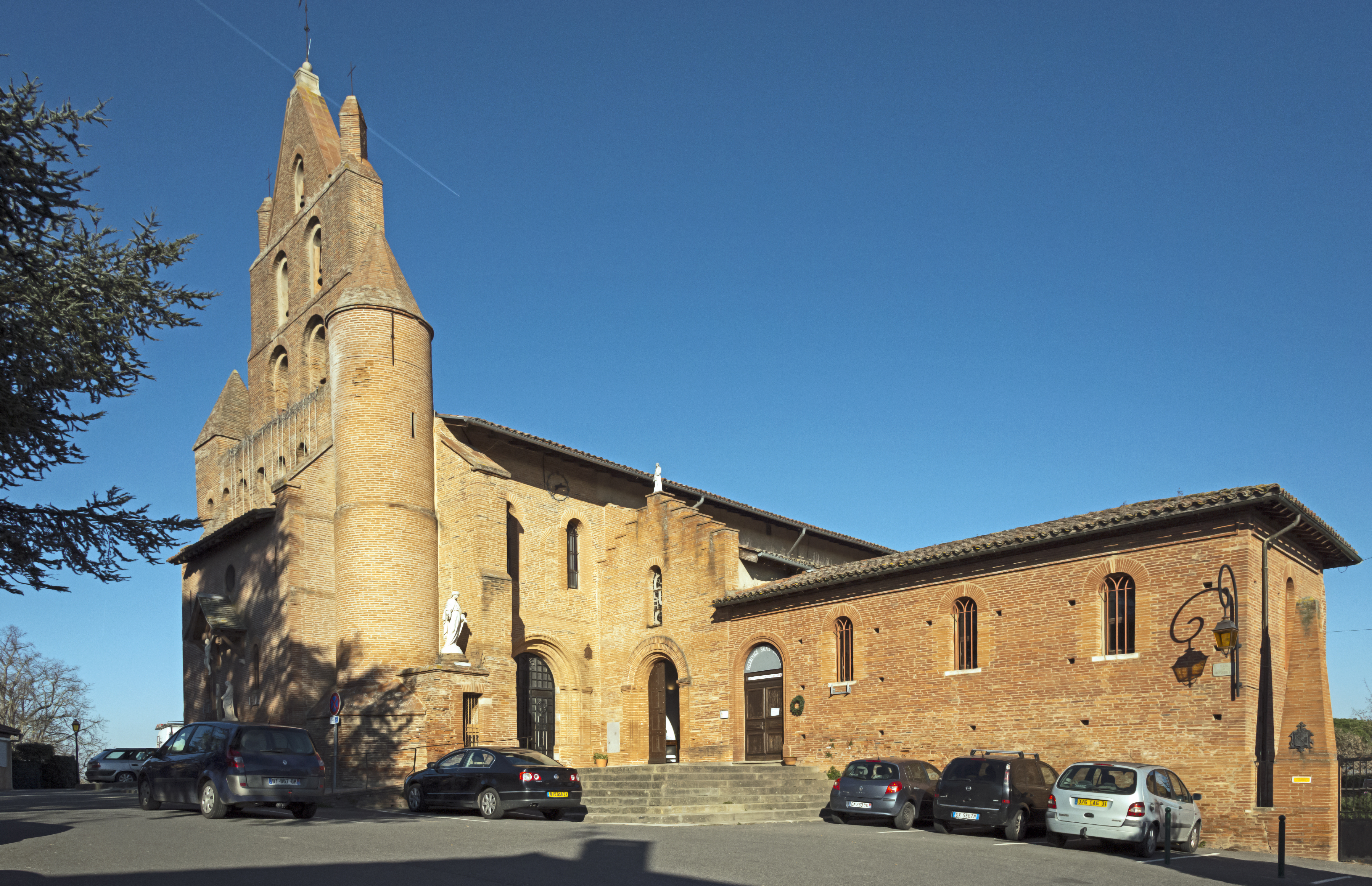
Giáo hội.
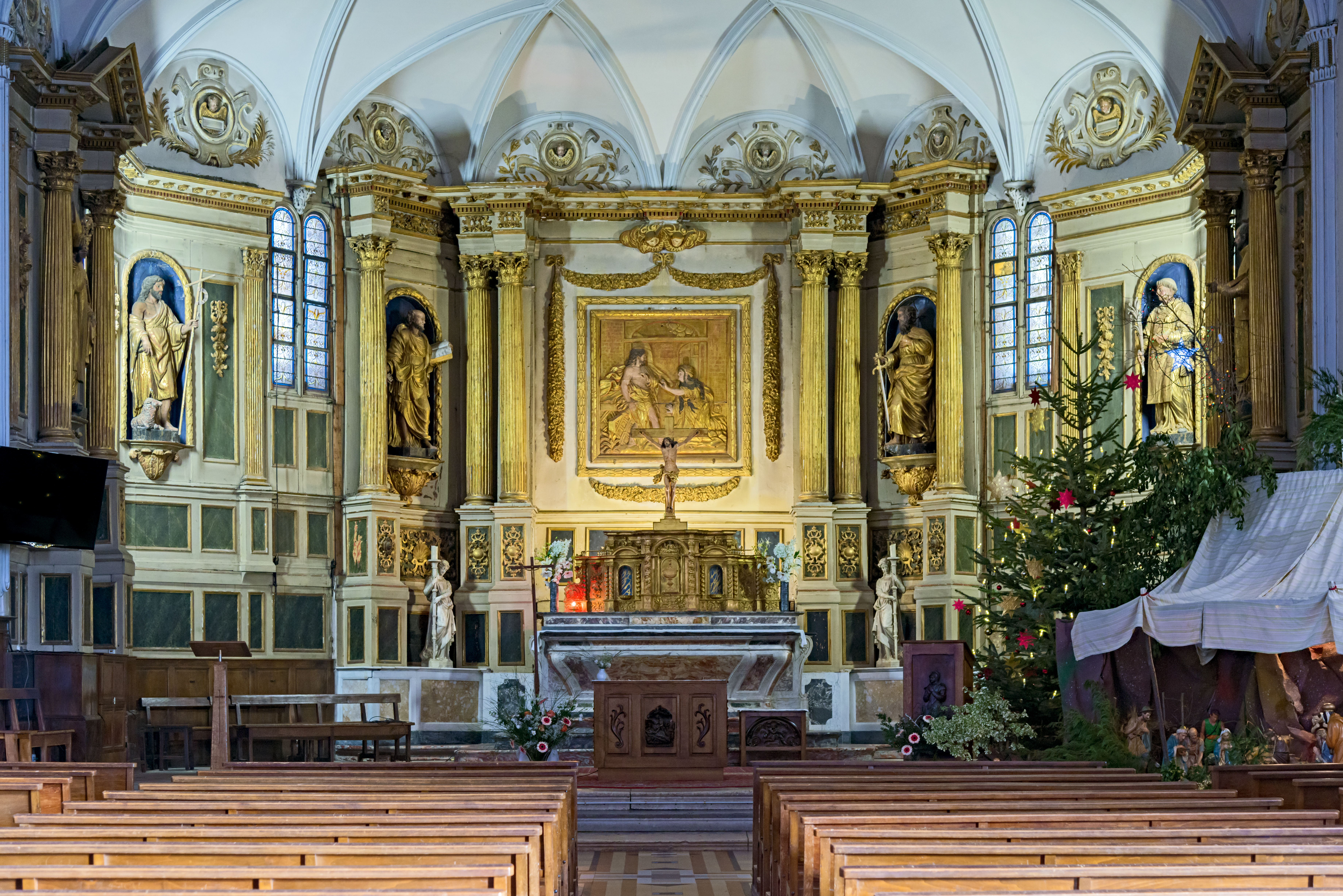
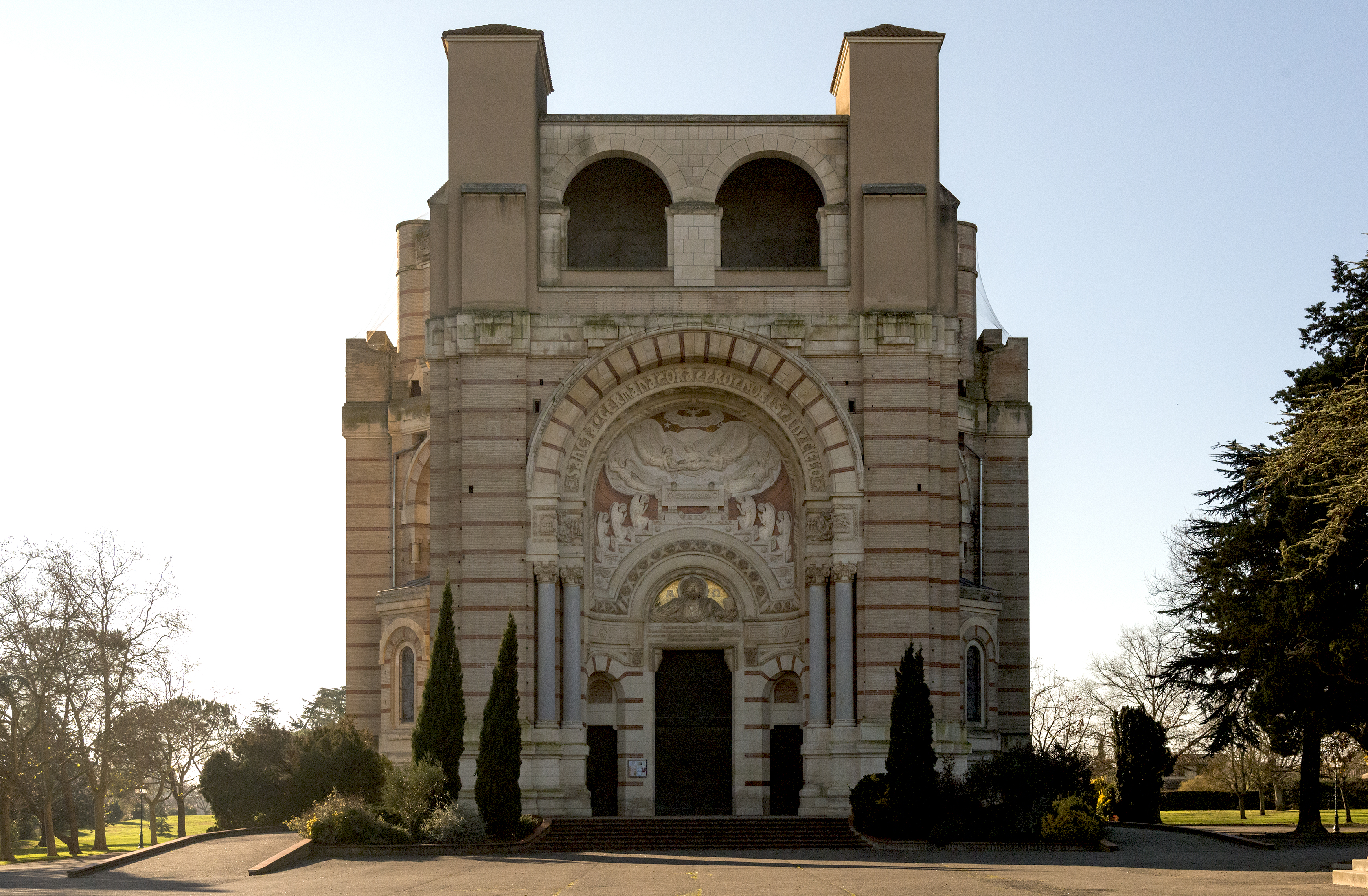
Vương cung thánh đường.
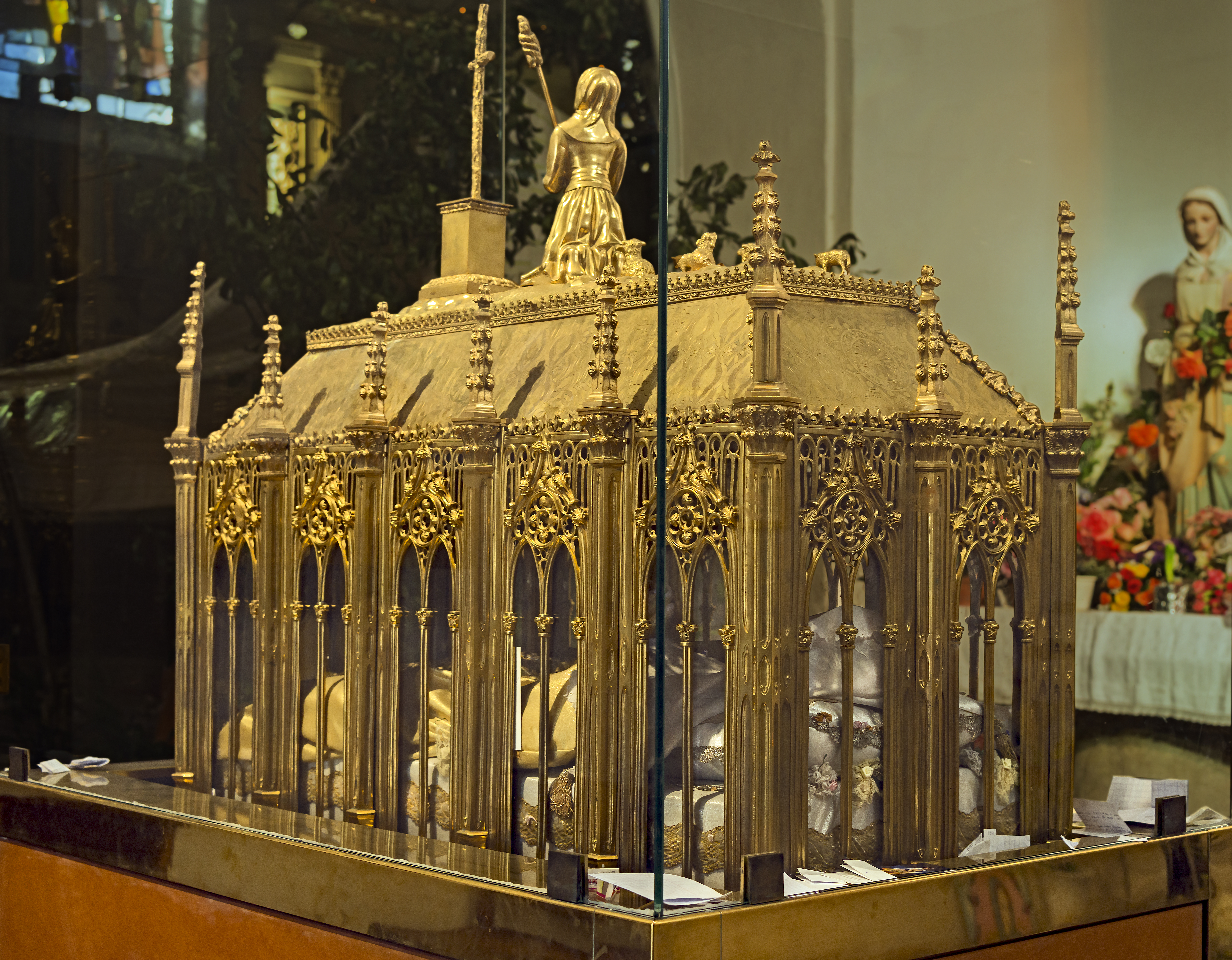
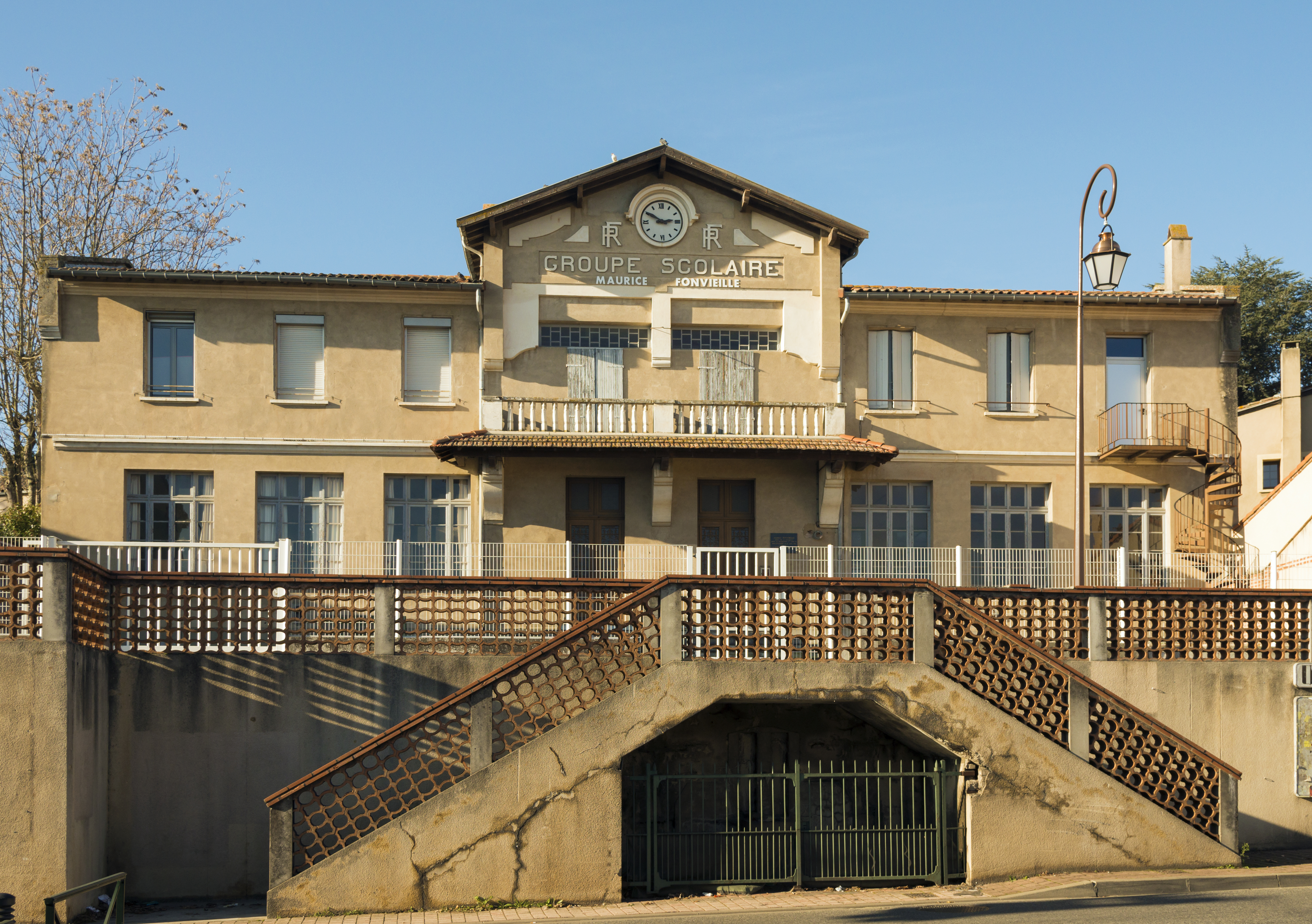
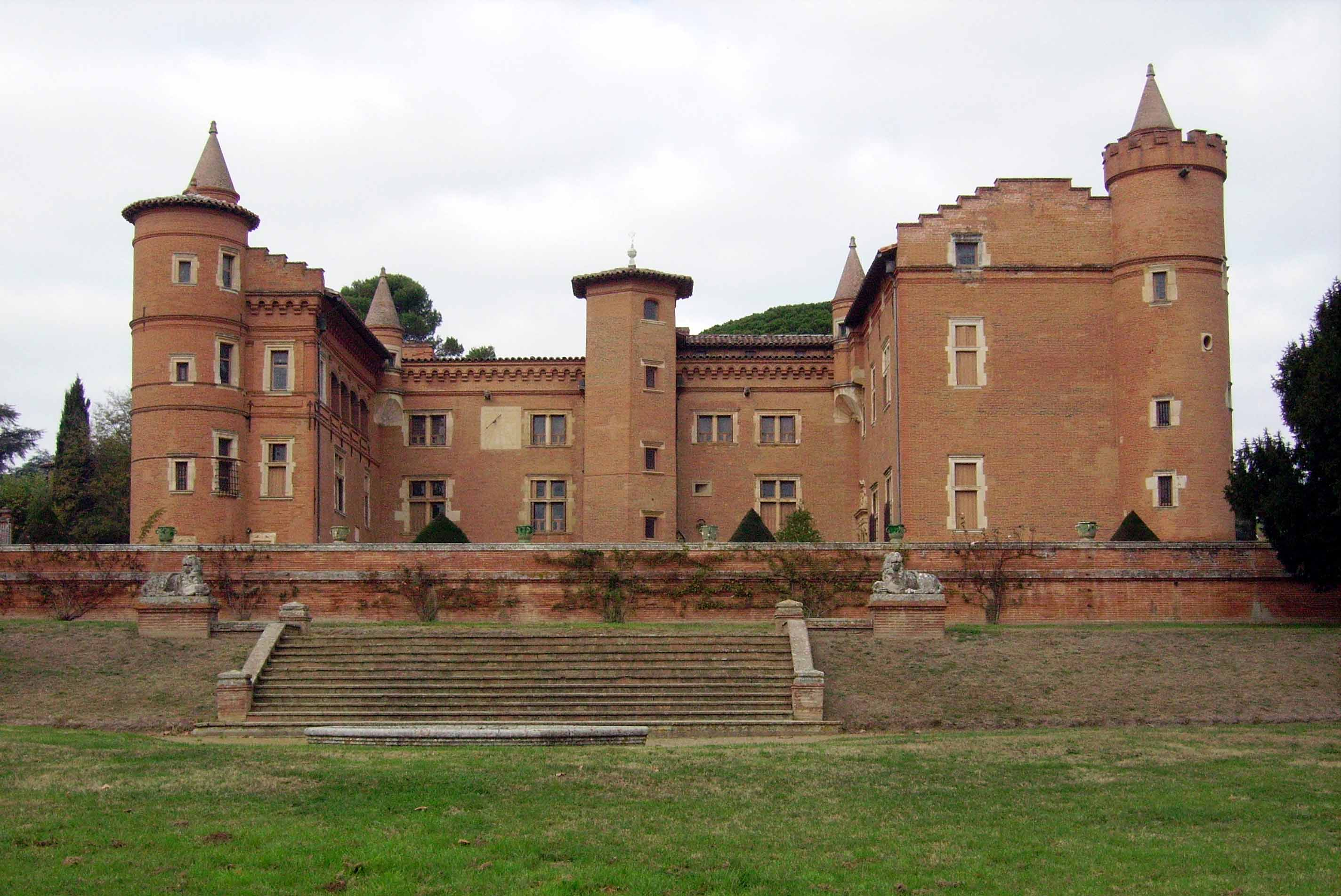